# Rallye Schweden 1978
Die 28. Rallye Schweden war der 2. Lauf zur Rallye-Weltmeisterschaft 1978. Sie fand vom 10. bis zum 12. Februar in der Region von Karlstad statt. Von den 38 geplanten Wertungsprüfungen wurde eine abgesagt.

## Bericht
Ford verzichtete auf einen Start bei der Rallye Monte Carlo, daher wusste die Konkurrenz nicht so richtig wie stark die Fahrzeuge wirklich sein werden im Schnee. Im winterlichen Schweden mit überdurchschnittlich viel Schnee im Jahr 1978, setzte sich das Ford-Werksteam dann aber mit den Piloten Björn Waldegård und Hannu Mikkola durch. Nach einer starken Fahrt, nicht nur auf Schnee, sondern teils auch auf Eis, wurde der Fiat-Fahrer Markku Alén dritter. Stig Blomqvist wechselte von Saab zu Lancia und er wurde mit dem Stratos gleich auf Rang vier gewertet. Vom winterlichen Schweden ging es dann ins heiße Kenia zur Rallye Safari nach Ostafrika.

## Klassifikationen

### Endergebnis
| Rang | Fahrer                | Co-Pilot          | Auto                     | Zeit (Std./Min./Sek.) | Rückstand Sieger (Min./Sek.) Rückstand V (Min./Sek.) |
| ---- | --------------------- | ----------------- | ------------------------ | --------------------- | ---------------------------------------------------- |
| 1    | Björn Waldegård       | Hans Thorszelius  | Ford Escort RS1800       | 6:42:40               | 00:00                                                |
| 2    | Hannu Mikkola         | Arne Hertz        | Ford Escort RS1800       | 6:44:08               | 01:28                                                |
| 3    | Markku Alén           | Ilkka Kivimäki    | Fiat 131 Abarth          | 6:45:26               | 02:46 01:18                                          |
| 4    | Stig Blomqvist        | Hans Sylvan       | Lancia Stratos HF        | 6:48:11               | 05:31 02:45                                          |
| 5    | Ari Vatanen           | Atso Aho          | Ford Escort RS1800 MK II | 6:50:01               | 07:21 01:50                                          |
| 6    | Simo Lampinen         | Sölve Andreasson  | Fiat 131 Abarth          | 6:56:15               | 13:35 06:14                                          |
| 7    | Bror Danielsson       | Klas Edqvist      | Opel Kadett GT/E         | 6:59:45               | 17:05 03:30                                          |
| 8    | Lars-Erik Walfridsson | Per-Ove Persson   | Volvo 142                | 7:17:11               | 34:31 17:26                                          |
| 9    | Ola Strömberg         | Hansjöran Ericson | Saab 96 V4               | 7:18:02               | 35:22 00:51                                          |
| 10   | Kjell Melin           | Ola Hellgren      | Volkswagen Golf GTI      | 7:19:39               | 36:59 01:37                                          |

Insgesamt wurden 60 von 112 gemeldeten Fahrzeuge klassiert:

### Herstellerwertung
| Pos. | Team    | Punkte |
| ---- | ------- | ------ |
| 1    | Fiat    | 28     |
| 2    | Opel    | 22     |
| 3    | Lancia  | 20     |
| 4    | Porsche | 18     |
| 5    | Ford    | 18     |

Die Fahrer-Weltmeisterschaft wurde erst ab 1979 ausgeschrieben.